# Krzywina
Krzywina (niem. Krummendorf) – wieś w Polsce położona w województwie dolnośląskim, w powiecie strzelińskim, w gminie Przeworno.
We wsi był przystanek kolejowy Krzywina.

## Podział administracyjny
W latach 1945–1954 siedziba gminy Krzywina. W latach 1954–1961 wieś należała i była siedzibą władz gromady Krzywina, po jej zniesieniu w gromadzie Przeworno. W latach 1975–1998 miejscowość administracyjnie należała do województwa wałbrzyskiego.

## Szlaki turystyczne
- Niebieski:  Ząbkowice Śląskie - Bobolice - Cierniowa Kopa - Zameczny Potok - Muszkowicki Las Bukowy - Muszkowice - Henryków - Raczyce - Witostowice - Nowolesie - Nowoleska Kopa - Kalinka - Nowina - Dzierzkowa - Siemisławice - Przeworno – Krzywina – Garnczarek – Skrzyżowanie pod Dębem – Biały Kościół[4]